# Kanal 9 (Schweden)
Kanal 9 ist ein werbefinanzierter Privatfernsehsender aus Schweden, welcher heute zur Warner Bros. Discovery gehört. Der Sender startete am 25. Februar 2007 und sendet sein Signal von England aus.
Das Programm besteht aus Sportübertragungen, Dokumentationen, Serien und Spielfilmen und richtet sich an die Zielgruppe der 30- bis 59-Jährigen, welche leicht über der Altersgruppe des Schwestersenders Kanal 5 liegt.
Kanal 9 nutzt die Frequenz, die zuvor von One Television besetzt wurde. Bestandteil der Lizenz war, dass „Nachrichten aus der Europäischen Union und Sendungen von verschiedenen europäischen Sendern“ Teil des Programmes sein mussten. Auf One liefen verschiedene französische und deutsche Sendungen, sowie die Nachrichtensendung European Journal, um der Klausel zu entsprechen. Dies führte zu einer Kontroverse, als SBS angab, dass Kanal 9 Nachrichten im Programm haben wird und somit vielleicht die Lizenz verletzte.

## Sendungen
- Chaos City
- Diagnose: Mord
- Edel & Starck
- Monk
- Primeval – Rückkehr der Urzeitmonster
- The Office

## Senderlogos

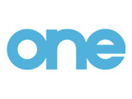
Logo des Vorgängers One Television
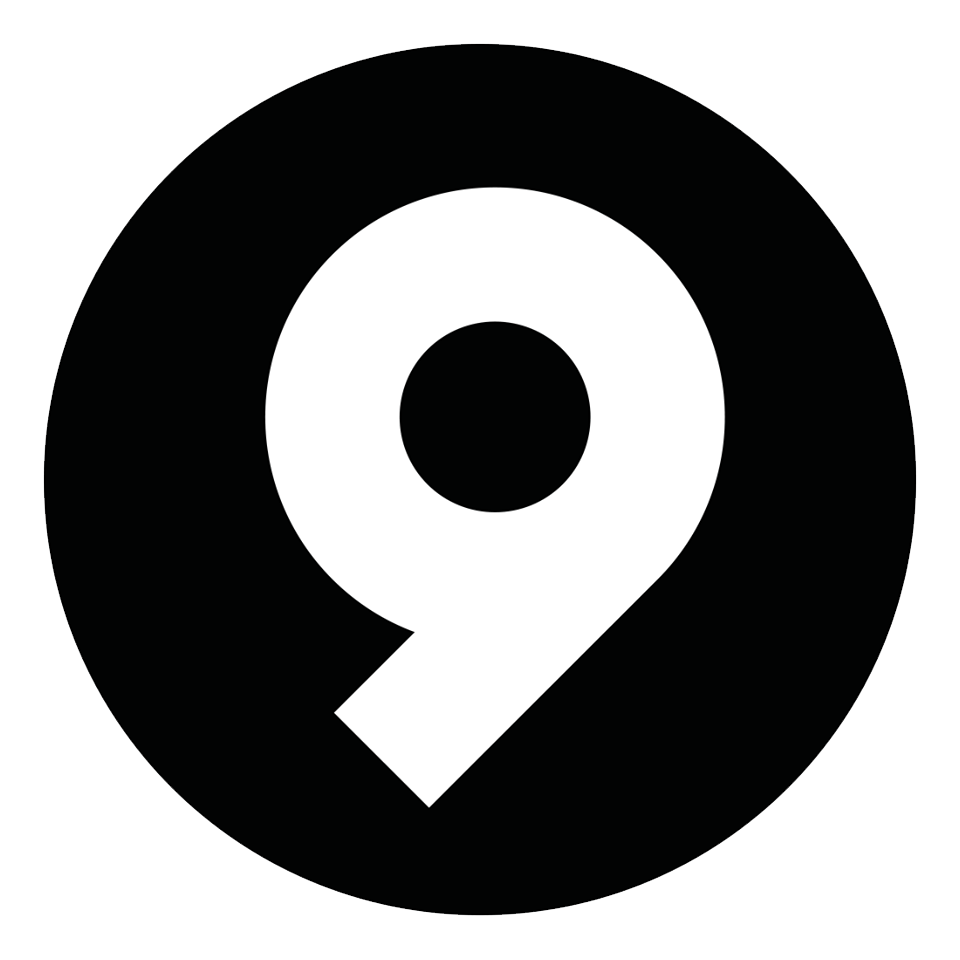
Logo von 2014 bis 2024
Logo seit 15. Januar 2024